# اردوی زرین (فیلم)
«اردوی زرین» (انگلیسی: The Golden Horde (film)) یک فیلم به کارگردانی جورج شرمن است که در سال ۱۹۵۱ منتشر شد.